# Budd Johnson
Albert J. "Budd" Johnson III (14 de diciembre de 1910-20 de octubre de 1984) fue un clarinetista y saxofonista estadounidense que trabajó intensamente con, entre otros, Ben Webster, Benny Goodman, Big Joe Turner, Coleman Hawkins, Dizzy Gillespie, Duke Ellington, Quincy Jones, Count Basie, Billie Holiday y, especialmente, con Earl Hines.

## Biografía
Johnson tocó inicialmente la batería y el piano antes de cambiar al saxofón tenor. En la década de 1920 actuó en Texas y otras partes del Medio Oeste, trabajando con Jesse Stone, entre otros. Johnson tuvo su debut discográfico mientras trabajaba con la banda de Louis Armstrong en 1932-33 pero es más conocido por su trabajo, durante muchos años, con Earl Hines. Se afirma que él y Billy Eckstine, el colaborador a largo plazo de Hines, llevaron a Hines a contratar a "modernistas" en el nacimiento del bebop, que provenía en gran parte de la banda de Hines. Johnson también fue una de las primeras figuras en la época del bebop, haciendo sesiones con Coleman Hawkins en 1944. En la década de 1950 dirigió su propio grupo e hizo trabajo de sesión para Atlantic Records. Es el solista del saxofón tenor en el éxito de Ruth Brown "Teardrops from My". Ojos ". A mediados de la década de 1960 comenzó a trabajar y grabar de nuevo con Hines. Su asociación con Hines es la más duradera y la más significativa. En 1975 comenzó a trabajar con la New York Jazz Repertory Orchestra. Fue incluido en el Big Band y Jazz Hall of Fame en 1993. Su nieto, Albert Johnson (también conocido como Prodigy), era miembro del dúo de hip-hop Mobb Deep.

## Discografía

### Como líder
- 1958: Blues a la Mode (Felsted)
- 1960: Budd Johnson and the Four Brass Giants (Riverside) con Ray Nance, Clark Terry, Nat Adderley y Harry Edison.
- 1960: Let's Swing! (Prestige Records)
- 1963: French Cookin (Argo)
- 1964: Ya! Ya! (Argo)
- 1964: Off the Wall (Argo) con Joe Newman
- 1970: Ya! Ya! (Black & Blue Records)
- 1974: The Dirty Old Men (Black & Blue) con Earl Hines - rereleased as Mr. Bechet
- 1978: In Memory of a Very Dear Friend (Dragon)
- 1984: The Old Dude and the Fundance Kid (Uptown) with Phil Woods

### En grupo
Con Cannonball Adderley
- Domination (Capitol, 1965)

Con Count Basie
- The Legend (Roulette, 1961)
- Kansas City 8: Get Together (1979)

Con Ruth Brown
- Miss Rhythm (Atlantic, 1959)

Con Duke Ellington y Count Basie
- First Time! The Count Meets the Duke (Columbia, 1961)

Con Gil Evans
- Great Jazz Standards (Pacific Jazz, 1959)
- Out of the Cool (Impulse!, 1960)

Con Dizzy Gillespie
- The Complete RCA Victor Recordings (Bluebird, 1937-1949 [1995])
- Dee Gee Days: The Savoy Sessions (Savoy, 1951-1952 [1976])
- Jazz Recital (Norgran, 1955)

Con Earl Hines
- The Father Jumps (Bluebird, 1939-1945 [1975])

Con Etta Jones
- Lonely and Blue (Prestige, 1962)

Con Quincy Jones
- The Birth of a Band! (Mercury, 1959)
- The Great Wide World of Quincy Jones]] (Mercury, 1959)
- I Dig Dancers (Mercury, 1960)
- Quincy Plays for Pussycats (Mercury, 1959-65 [1965])

Con Jimmy McGriff
- The Big Band (Solid State, 1966)

Con Carmen McRae
- Something to Swing About (Kapp, 1959)

Con Bud Powell
- Earl Bud Powell, Vol. 1: Early Years of a Genius, 44–48 (1948)

Con Carrie Smith
- Carrie Smith (West 54 Records, 1978)

Con Jimmy Smith
- Monster (Verve, 1965)

Con Sonny Stitt
- Broadway Soul (Colpix, 1965)

Con Clark Terry
- Color Changes (Candid, 1960)
- Clark Terry Plays the Jazz Version of All American (Moodsville, 1962)

Con Ben Webster
- Ben Webster and Associates (Verve, 1959)

Con Randy Weston
- Uhuru Afrika (Roulette, 1960)
- Highlife (Colpix, 1963)
- Tanjah (Polydor, 1973)